# Embaixada da Indonésia em Lisboa
A Embaixada da República da Indonésia em Lisboa (indonésio: Kedutaan Besar Republik Indonésia di Lisabon) é a missão diplomática da República da Indonésia na República de Portugal. A embaixada está localizada na Av. Prof. Dom Vasco da Gama 40, 1449-039, Belém, Lisboa, Portugal. O primeiro embaixador da Indonésia em Portugal foi Harry Pryohoetomo Haryono (2001-2004). O embaixador mais recente é Ibnu Wiwoho Wahyutomo, que foi nomeado pelo presidente Joko Widodo em 20 de fevereiro de 2018.

## História
Desde que os portugueses chegaram a Malaca em 1511, Portugal espalhou as suas possessões pela região, incluindo na Indonésia, em busca de especiarias e divulgando a religião católica romana. A comunidade sundanesa Kelapa inicialmente acolheu os portugueses, mas mais tarde acabou por ocorrer um esforço de colonialização.
Em 28 de dezembro de 1999, a Indonésia e Portugal haviam reconstruído as suas relações diplomáticas depois do conflito em Timor-Leste, apenas quatro meses após a separação de Timor-Leste da Indonésia. Em maio de 2012 o Presidente Cavaco Silva visitou a Indonésia, e esta foi a primeira visita de um presidente português desde 1950.